# Orazio Gentileschi
Orazio Lomi Gentileschi, italijanski slikar, * 1563, Pisa, † 1639, London. 
Rojen je bil v Toskani, svojo kariero pa je začel v Rimu in slikal v manierističnem slogu, velik del njegovega dela pa je bil slikanje figur v dekorativnih shemah drugih umetnikov. Po letu 1600 je prišel pod vpliv bolj naturalističnega sloga Caravaggia. Prejel je pomembna naročila v Fabrianu in Genovi, preden se je preselil v Pariz na dvor Marije Medičejske. Zadnji del svojega življenja je preživel na dvoru Karla I. Angleškega. Bil je oče slikarke Artemisije Gentileschi.

## Življenje
Gentileschi se je rodil v Toskani kot sin florentinskega zlatarja, imenovanega Giovanni Battista Lomi in so ga krstili v Pisi 9. julija 1563. Ime Gentileschi je pozneje vzel od strica, s katerim je živel po selitvi v Rim  leta 1576 ali 1578.

### Zgodnja leta v Rimu
Večina Gentileschijevih zgodnjih del v Rimu je bila sodelovalnih. Slikal je krajine Agostina Tassija v Palazzo Rospigliosi in morda v veliki dvorani Kvirinalske palače, čeprav nekateri avtorji pripisujejo te figure Giovanniju Lanfrancu. Delal je tudi v cerkvah Santa Maria Maggiore, San Nicola in Carcere, Santa Maria della Pace in San Giovanni v Lateranu.

### Vpliv Caravaggia
Od okoli leta 1600 se je Gentileschijev slog spremenil zaradi stika z nekaj let mlajšim Caravaggiom, ki je bil takrat v Rimu. Konec avgusta 1603 je Giovanni Baglione vložil tožbo zaradi obrekovanja proti Caravaggiu, Gentileschiju, Ottaviu Leoniju in Filipu Trisegniju v povezavi z nekaterimi neprijetnimi pesmimi, ki so v preteklem poletju krožile med umetniško skupnostjo v Rimu. Pričanje Caravaggia med sojenjem, zapisano v sodnih dokumentih, je eden redkih vpogledov v njegove misli o likovni temi in njegovih sodobnikih. Po Caravaggiovem begu iz Rima je Gentileschi razvil bolj osebno toskansko liriko, za katero so značilne svetlejše barve in natančni detajli, ki spominja na njegove manieristične začetke.
Leta 1611 je Gentileschi spet sodeloval s Tassijem pri delih, vključno z dekoracijo Casino delle Muse. Vendar se je njuno druženje končalo zaradi spora glede denarja. Leta 1612 je bil ponovno poklican na sodišče v Rimu, tokrat na pričanje proti Tassiju, ki je bil obtožen posilstva njegove hčerke Artemisije Gentileschi.
Podrobnosti o študijski praksi Gentileschija v tem obdobju so se ohranile v zapisih o Tassijevem sojenju. Po Caravaggiovem vzoru je pogosto slikal neposredno iz modelov.  Ena od prič na sojenju, 73-letni romar iz Palerma Giovanni Molli, je povedal, da je okoli 1610-11 poziral za več slik, vključno za celopostavnega sv. Hieronima. Gentileschi je prav tako naredil študije za kasnejšo uporabo: zdi se, da je Abrahamovo glavo zasnoval za sliko Žrtvovanje Izaka, naslikano v zgodnjih 1620-ih, na študijah Mollijeve glave, narejene pred več kot desetimi leti.
Med letoma 1613 in 1619 je veliko delal za pokrovitelje v rimskih Markah, v mestih Ancona in Fabriano.

## Genova
Leta 1621 se je Gentileschi preselil v Genovo na povabilo Giovannija Antonia Saulija, ki je pred tem naročil dela pri njegovem bratu Aureliju Lomi. Gentileschijeva dela za Saulija so vključevala slike Magdalena, Danaa in Lot in njegovi hčerki. V mestu je našel druge pokrovitelje, med drugim Marcantonia Dorio, za katerega je izdelal shemo fresk starozaveznih subjektov v "igralnici" (uničena) v prostorih njegove palače v Sampierdareni.

## Francija in Anglija
Poleti ali jeseni 1624 je Gentileschi odšel iz Genove v Pariz in na dvor kraljice matere Marije Medičejske. Tam je ostal dve leti, vendar je bila identificirana le ena slika iz tega časa, alegorična figura Javna sreča, naslikana za Luksemburško palačo, zdaj v zbirki Louvra.
Leta 1626 je Gentileschi v spremstvu svojih treh sinov odšel iz Francije v Anglijo, kjer je postal del gospodinjstva prvega kraljevega ministra Georgea Villiersa, 1. vojvode Buckinghamskega. V Angliji naj bi ostal ves preostanek življenja. Eno njegovih prvih večjih del je bila velika stropna slika (uničena) Apolon in muze za novozgrajeni Buckinghamski londonski dom rodbine York v okrožju Strand. Prejel je že določeno stopnjo kraljevskega pokroviteljstva do Buckinghamovega umora aprila 1628 in vse njegove naloge po tem dogodku so izvirale od kraljeve družine. Bil je najljubši umetnik kraljice Henriette Marie, za katero je izdelal stropne poslikave v Queen's House, Greenwich (kasneje prenesene v hišo Marlborough House, London). Slike njegovega angleškega obdobja so bolj elegantne, umetne in zadržane kot njegova prejšnja dela. Vključujejo dve različici Najdbe Mojzesa (1633), od katerih je bila ena poslana Filipu IV. Španskem za katerega se je prej domnevalo, da je darilo Karla I., zdaj pa je znano, da je bila poslana na lastno pobudo Gentileschija.
V Angliji je Van Dyck naredil risbo Gentileschija za vključitev v svojo Iconographia, serijo portretov vodilnih umetnikov, državnikov, zbirateljev in učenjakov tistega časa, ki jih je nameraval objaviti kot sklop gravur.
Gentileschi je umrl februarja 1639 v Londonu in je bil pokopan v kraljičini kapeli v hiši Somerset.

## Dela
- Orazio Gentileschi
- Marijino vnebovzetje
- David in Goljat
- David razmišlja o glavi Goljata
- Sveta Marija Magdalena v pokori
- Kupid in Psihe
- Igralka lutnje
- Mlada ženska igra violino
- Lot in njegovi hčerki
- Judit in njena služabnica z Holofernovo glavo
- Portret mlade ženske kot Sibile
- Oznanjenje
- Jožef in Potifarjeva žena
- Najdba Mojzesa
- Mojzes v košari
- Suzana in starca